# Fatou Tiyana

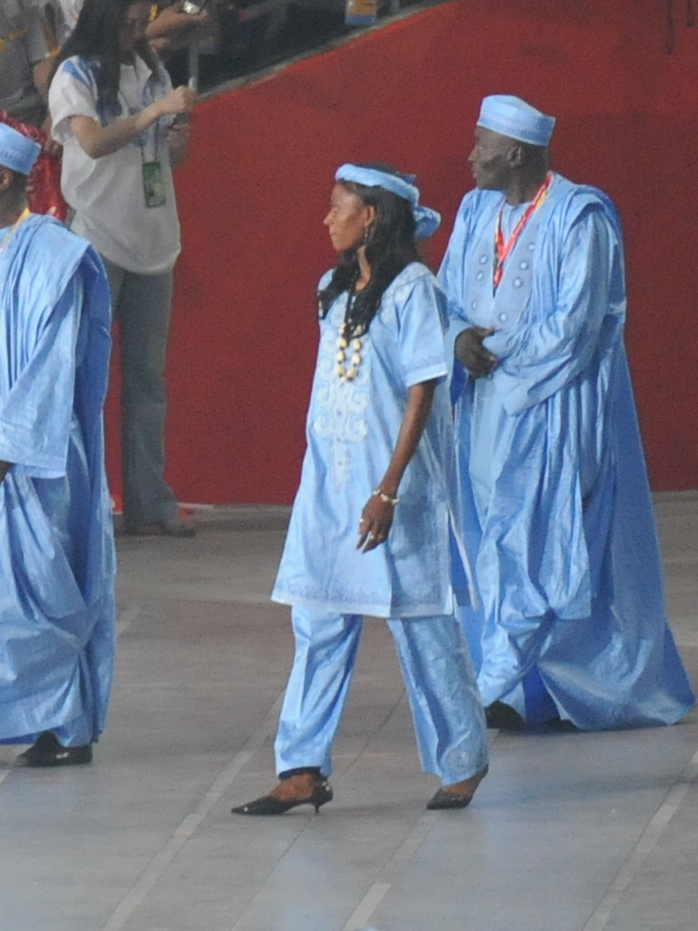
Fatou Tiyana während der Eröffnungsfeier bei den Olympischen Spielen 2008

Fatou Tiyana (* 24. Februar 1987 in Banjul) ist eine gambische Leichtathletin. Sie startet im Sprint über 100 und 200 Meter. Zu Anfang ihrer Karriere nahm sie auch an Wettbewerben im Weitsprung teil, für den sie seit 2005 den nationalen Rekord hält.
Tiyana gewann bei den Solidarity Athletics Championships 2005 in Mauretanien die Goldmedaille im Weitsprung. 2006 gewann sie bei den ZANOCA Games in Mali Gold im Weitsprung und Silber im 100- und 200-Meter-Lauf. Bei den Solidarity Athletics Championships 2007 in Guinea-Bissau gewann sie über 100 und 200 Meter sowie in der 4-mal-100-Meter-Staffel jeweils die Goldmedaille.
Tiyana nahm bei den Panafrikanischen Spielen 2007 in Algier im Weitsprung teil, schied jedoch in der Qualifikation aus. Bei den Weltmeisterschaften 2007 in Osaka scheiterte sie als Vorlaufsiebte in 12,44 s. Bei den Olympischen Spielen 2008 in Peking nahm Tiyana erneut nur im 100-Meter-Lauf teil. In persönlicher Bestzeit von 12,25 s schied sie als Siebte ihres Vorlaufs aus. Bei den Weltmeisterschaften 2009 in Berlin steigerte sie ihre persönliche Bestzeit auf 12,22 s, scheiterte aber als Sechste ihres Vorlaufs erneut in der Qualifikation.

## Bestzeiten
- 100 m: 12,22 s, 16. August 2009, Berlin
- Weitsprung: 5,75 m, 27. Juni 2004, Cotonou